# Paul T.K. Lin
Paul T.K. Lin [auch in der Schreibweise Paul Lin Ta-kuang; vereinfachtes Chinesisch: 林达光; traditionelles Chinesisch: 林達光; Pinyin: Lín Dáguāng; Wade-Giles: Lin Ta-kuang] (* 14. März 1920 in Vancouver, British Columbia; † 4. Juli 2004) war ein kanadisch-chinesischer Politikwissenschaftler und Friedensaktivist sowie Produzent eines Dokumentar-Kurzfilms, für und mit dem er für einen Oscar nominiert war.
Lin sowie auch seine Frau Eileen setzten sich zeitlebens für gute diplomatische Beziehungen zwischen Kanada und China ein.

## Biografie
Lins Vater George Lim Yuen war ein anglikanischer Geistlicher und einer der ersten Chinesen, die diesen Beruf in Kanada ausübten. Lin hatte zwei Brüder, von denen einer ein enger Freund von Sun Fo (auch bekannt als Sun Ke) war, einem hochrangigen chinesischen Politiker. Lin besuchte von 1938 bis 1939 die University of British Columbia (UBC) und zog soann in die Vereinigten Staaten. Dort begann er 1939 an der University of Michigan ein Studium der Ingenieurwissenschaften. Dabei stellte er fest, dass seine Interessen eher im internationalen Recht lagen mit der Intention, damit zur Verständigung für die Interessen Chinas beitragen zu können. Er nahm ein entsprechendes Studium auf, das er 1943 abschloss. Während seiner Zeit an der University of Michigan lernte Lin Eileen Siu-Tsung Chen kennen, seine zukünftige Frau, die dort ebenfalls studierte. Das Paar heiratete im Juni 1944, an dem Tag, als Eileen ihren Universitätsabschluss machte. 1944 zogen beide nach Cambridge in Massachusetts, wo Lin an der Fletcher School of Law and Diplomacy und in Harvard zu studieren begann. Das Paar bekam während dieser Zeit die Söhne Christopher und Douglas. Als mit dem Ende des Krieges gegen Japan die Stimmung im Land immer schwieriger wurde, beschloss Lin 1949 mit seiner Familie nach China zu ziehen. Zuvor schloss er jedoch seine Dissertation in Havard noch ab.
In China arbeitete Lin unter anderem als freiberuflicher Übersetzer zeitgenössischer chinesischer Literatur und Herausgeber einer englischsprachigen internationalen Nachrichtensendung. Zudem arbeitete er für den Hörfunk und war künstlerischer Leiter eines englischsprachigen Programms von Radio Peking. Für das Central Documentary Film Studio schnitt und kommentierte er Dokumentarfilme über China. Gegen Ende seines Chinaaufenthalts war er Professor für internationales Recht und internationale Beziehungen an der Huaqiao-Universität. An einer 1958 gestarteten Aktion, in der Intellektuelle in ländliche Gegenden entsendet wurden, nahm Lin ebenfalls teil und arbeitete ein Jahr lang mit den Bauern in einem verarmten Dorf in Nordchina. Kurz vor Beginn der Kulturrevolution riet man Lin, mit seiner Familie nach Kanada zurückzukehren.
So kehrte Lin 1964 nach Vancouver zurück, arbeitete für kurze Zeit an der University of British Columbia (UBC), bevor er 1965 eine Stelle an der McGill University angeboten bekam, wo er chinesische Geschichte unterrichten und ein neues Zentrum für Ostasienstudien leiten sollte. Dort übernahm er dann auch eine Führungsrolle. Lin setzte sich sehr für China und die Interessen des Landes ein. Er galt inoffiziell als Berater von Trudeau und Kissinger und fungierte einige Jahre lang als einer der wichtigsten informellen Vermittler zwischen chinesischen sowie kanadischen und amerikanischen Politikern, Journalisten und Akademikern. 1982 zog Lin sich von McGill zurück.
Mit Gary Bush produzierte Lin 1985 den kanadischen Dokumentar-Kurzfilm The Children of Soong Ching Ling, der in der Kategorie „Bester Dokumentar-Kurzfilm“ für einen Oscar nominiert wurde. Die Auszeichnung ging jedoch an Marjorie Hunt und Paul Wagner und deren Film The Stone Carvers, der sich der Arbeit von Steinbildhauern widmet.
Im Jahr 1986 wurde Lin zum Rektor der University of East Asia (später Macau University) ernannt. In dieser Eigenschaft verlieh er dem seinerzeitigen Außenminister Henry Kissinger und dem seinerzeitigen kanadischen Premierminister Pierre Trudeau die Ehrendoktorwürde. Aufgrund der Einschränkung der akademischen Freiheit durch die Politik der Regierung von Macau trat er 1988 als Rektor zurück. Nach seinem Rücktritt kehrte er nach Vancouver zurück und wurde Honorarprofessor am Institute of Asian Research der University of British Columbia. Dort gründete und leitete er das China-Programm für integrative Forschung und Entwicklung und wurde 1994 in den Senat der UBC berufen.
Lin galt als lautstarker Kritiker des Vorgehens gegen Demonstranten auf dem Platz des Himmlischen Friedens durch die chinesische Obrigkeit. 1998 wurde er Mitglied des Order of Canada, einer der höchsten nationalen Auszeichnungen. Lin und seine Frau Eileen Chen Lin waren im Wohltätigkeitsbereich aktiv, spendeten auch regelmäßig und gründeten die Soong Ching Ling Children’s Foundation of Canada, die sich der Verbindung der Menschen Kanadas und Chinas sowie der Förderung der Bildung, Gesundheit und dem Wohlergehen von Kindern widmet.
In seinen letzten Lebensjahren arbeitete Lin an seiner Autobiografie, die von seiner Frau Eileen Chen Lin fertiggestellt wurde und unter dem Titel In the Eye of the China Storm: A Life Between East & West.

## Fernseh- und Kinoproduktionen
- 1968/1969: 10-teilige Bildungsfernsehreihe über moderne chinesische Geschichte, ausgestrahlt vom Sender CTV
- 1985: The Children of Soong Ching Ling (Dokumentar-Kurzfilm)

## Auszeichnungen (Auswahl)
- Academy Awards 1985: Nominierung für den Oscar für und mit dem Film The Children of Soong Ching Ling
gemeinsam mit Gary Bush in der Kategorie „Bester Dokumentar-Kurzfilm“
- Chicago International Film Festival: Nominierung für den Gold Hugo für und mit dem Film The Children of Soong Ching Lin
gemeinsam mit Gary Bush in der Kategorie „Bester Dokumentarfilm“
- 1992 ernannte die Hongkong Society of Chinese Scholars Lin zum „Most Dinstinguished Chinese Scholar“
- 1998 wurde Lin vom Generalgouverneur von Kanada in Ottawa zum Mitglied des Order of Canada in Anerkennung seines lebenslangen Engagements für die Förderung der Beziehungen zwischen Kanada und China ernannt. Es handelt sich um die höchste nationale Auszeichnun. Ein enger Freund und Kollege würdigte ihn mit den Worten, Lin sei ein wirklich großartiger Kanadier und ein großartiger Chinese, ein Mann, der ein Leben voller Prinzipien und voller Mut führe.